# Seeblick
Seeblick település Németországban, azon belül Brandenburgban. Lakosainak száma 894 fő (2023. december 31.).

## Népesség
A település népességének változása:
| Lakosok száma | 896  | 892  | 860  | 902  | 894  |
|               | 2017 | 2019 | 2021 | 2022 | 2023 |